# Aurelie Halbwachs
Aurélie Halbwachs (født 24. august 1986) er en mauritisk cykelrytter som konkurrerer i landevejscykling. Hun repræsenterede Mauritius under Sommer-OL 2012 i London, hvor hun ikke gennemførte landevejsløbet.